# 木鹿大王
木鹿 大王（ぼくろく だいおう）は、中国の通俗歴史小説『三国志演義』に登場する架空の人物。　　　　　　
南蛮の八納洞（はちのうどう）を支配し、3万の兵を従えている。戦においては白象にまたがり、呪文を唱えて手に持った鐘を振ると狂風を呼ぶことができる。帯来洞主の要請で孟獲を救援するため駆けつける。当初は猛獣や毒蛇を使って趙雲や魏延を破り諸葛亮の軍に善戦したが、諸葛亮が開発した口や鼻から炎や煙を出す巨大な木獣兵器により猛獣たちが混乱し、その隙を突いた敵軍の追撃の中で討ち取られる。
柿沼陽平は、木鹿大王・金環三結・兀突骨・董荼那・阿會喃・朶思大王・鄂煥などの南蛮武将に関する記載が元末以前にまったくみえないこと、『三国志演義』の諸版本には登場することをふまえ、木鹿大王・金環三結・兀突骨・董荼那・阿會喃・朶思大王・鄂煥は元末明初に羅貫中がつくりだした架空の人物であると指摘する。さらに歴代文献中の「木鹿」には中東の古代都市メルブ（Merv）の音訳としての用例しか存在しないとする。そのうえで、羅貫中があえて木鹿大王という架空の人物を登場させた理由は、木鹿大王らを従える南蛮王孟獲の偉大さ、そしてその孟獲を倒した諸葛亮の偉大さを誇張するためであったと結論づけている。また謝肇淛『滇略』巻九や劉文徴『滇志』巻二十八には、清代に木鹿大王の子孫を名乗る人びとが登場し、彼らは現代のナシ族とモソ族に連なるとする。
『毛宗崗批評本三国演義』においては、帯来洞主による木鹿大王の説明として、「西游記の金角、銀角、虎力、鹿力の類のごとし」と物語的な位置付けが明言され、木獣による撃退を「真が仮を破るのでなく、仮が真を破る。奇幻の極みである」としている。